# Book Club: The Next Chapter
Série Book Club
Le Book Club
(2018)
Pour plus de détails, voir Fiche technique et Distribution.
Book Club: The Next Chapter ou Club de lecture : Le chapitre suivant est un film américain réalisé par Bill Holderman et sorti en 2023. Il fait suite au film Le Book Club, du même réalisateur, sorti en 2018.

## Synopsis
Les quatre amies du club de lecture — Diane, Vivian, Sharon et Carol — décident de partir enfin en vacances entre femmes. Elles se rendent alors en Italie. Mais rien ne va se passer comme prévu.

## Fiche technique
Sauf indication contraire, les informations mentionnées dans cette section peuvent être confirmées par la base de données cinématographiques IMDb,  présente dans la section « Liens externes ».
- Titre original : Book Club: The Next Chapter
- Réalisation : Bill Holderman
- Scénario : Bill Holderman et Erin Simms
- Musique : Tom Howe
- Direction artistique : Saverio Sammali
- Décors : Stefano Maria Ortolani
- Costumes : Stefano De Nardis
- Photographie : Andrew Dunn
- Montage : n/a
- Production : Bill Holderman et Erin Simms

Producteurs délégués : Andrew Duncan, Trish Hofmann, Enzo Sisti et Brad Weston
- Sociétés de production : Endeavor Content, Focus Features et Makeready
- Sociétés de distribution : Universal Pictures (France), Focus Features (États-Unis)
- Budget : n/a
- Pays de production :  États-Unis
- Langue originale : anglais
- Format : couleur
- Genre : comédie romantique
- Dates de sortie[1] : 
  - États-Unis : 12 mai 2023
  - France : 11 janvier 2024 (en VOD)

## Distribution
- Diane Keaton (VF : Béatrice Delfe ; VQ : Claudine Chatel) : Diane
- Jane Fonda (VF : Christine Delaroche ; VQ : Diane Arcand) : Vivian
- Candice Bergen (VF : Micky Sébastian ; VQ : Anne Caron) : Sharon Myers
- Mary Steenburgen (VF : Blanche Ravalec ; VQ : Nathalie Coupal) : Carol Colby
- Andy García (VF : Frédéric van den Driessche) : Mitchell
- Don Johnson (VF : Michel Elias) : Arthur
- Craig T. Nelson (VF : Igor de Savitch) : Bruce Colby
- Giancarlo Giannini (VQ : Guy Nadon) : le chef de la police
- Hugh Quarshie (VF : Thierry Desroses ; VQ : Fayolle Jean) : Ousmane
- Giovanni Esposito (VF : Thierry Gondet ; VQ : Renaud Paradis) : Pasquale
- Vincent Riotta (VQ : Tristan Harvey) : chef Gianni

Source : Version québécoise (VQ) sur Doublage Québec.
Source : Version française (VF) sur RS Doublage.

## Production
En mai 2022, Variety annonce que le tournage de la suite de Book Club a débuté avec le retour de Diane Keaton, Jane Fonda, Candice Bergen, Mary Steenburgen, Andy García, Don Johnson et Craig T. Nelson qui reprennent leurs rôles respectifs. La distribution américaine sera assurée par Focus Features, qui remplace Paramount Pictures ; Universal Pictures se charge de distribuer le film dans le reste du monde
Le tournage a lieu à Rome notamment sur la Piazza di Spagna,.